# 克顿-莫顿效应
在物理光学中，克顿-莫顿效应（Cotton-Mouton effect）是指液体在恒定横向（与光波传播方向垂直的）磁场作用下，使光发生双折射的现象。这是艾梅·克顿（Aime Cotton）和亨利·莫顿（Henri Mouton）于1907年在同一实验室工作时共同发现的。所有物质在横向電磁場中都会发生折射率的改变，但液体的变化率最大。